# Ca l'Huguet (Portbou)
Ca l'Huguet és una casa modernista de Portbou (Alt Empordà) inclosa a l'Inventari del Patrimoni Arquitectònic de Catalunya.

## Descripció
Habitatge unifamiliar aïllat de planta baixa i dos pisos, envoltat de jardí amb tanca de forja. Façana arrebossada i pintada amb obertures emmarcades en pedra. Les més decorades són les de la planta baixa i el primer pis. Destaca la tribuna sobresortida de la planta baixa que es converteix en terrassa de la primera planta.